# Viggo von Holstein-Rathlou (godsejer)
 Der er flere personer med dette navn, se Viggo von Holstein-Rathlou (bibliotekar).
Viggo von Holstein-Rathlou (17. september 1821 – 8. december 1884 i København) var en dansk godsejer.
Hans forældre var Niels Rosenkrantz von Holstein-Rathlou (1786-1846) og Sophie Amalie Borch (1781-1853). Han gik i skole i Flensborg og fik derefter privat undervisning, blev 1844 indskrevet på jurastudiet i Kiel og i 1845 ved samme studium i Heidelberg.
Under Treårskrigen var han i april 1848 medstifter af Det frivillige jyske Skarpskyttekorps (Herregårdsskytterne), som han blev chef for, og med hvilket han bl.a. deltog i fægtningen 8. august ved Stepping. Korpset blev opløst i oktober samme år og 13. september havde han ved kongerevuen på Lerbæk Mark fået Ridderkorset af Frederik VII. 1852-72 var Holstein-Rathlou administrator af Rathlousdal og ejede 1865-75 Holmgård i Skals Sogn, Rinds Herred.
I 1857 havde han indrettet et familiegravsted på Rathlousdal, hvor han selv blev begravet 1884 efter at have boet sine sidste år i København. 8. oktober 1898 rejstes ved Rathlousdal et mindesmærke i granit med bronzerelief over ham af egnens beboere.